# Manor, Pennsylvania
Manor är en ort i Westmoreland County i delstaten Pennsylvania, USA.